# Chimeneas

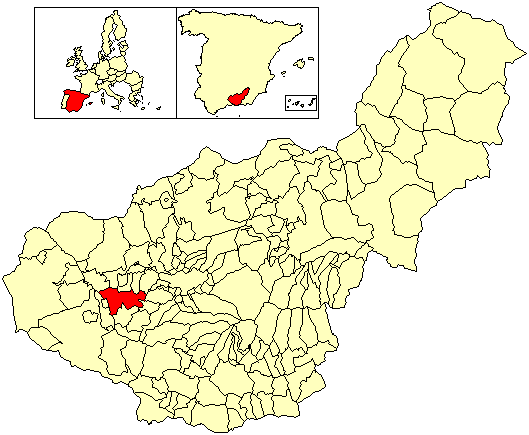
Localização de Chimeneas

Chimeneas é um município da Espanha na província de Granada, comunidade autónoma da Andaluzia, de área 91 km² com população de 1467 habitantes (2007) e densidade populacional de 16,39 hab/km².

## Demografia
| Variação demográfica do município entre 1991 e 2004 | Variação demográfica do município entre 1991 e 2004 | Variação demográfica do município entre 1991 e 2004 | Variação demográfica do município entre 1991 e 2004 |
| --------------------------------------------------- | --------------------------------------------------- | --------------------------------------------------- | --------------------------------------------------- |
| 1991                                                | 1996                                                | 2001                                                | 2004                                                |
| 1528                                                | 1549                                                | 1483                                                | 1481                                                |